# Romulea autumnalis
Romulea autumnalis är en irisväxtart som beskrevs av Harriet Margaret Louisa Bolus. Romulea autumnalis ingår i släktet Romulea och familjen irisväxter. Inga underarter finns listade i Catalogue of Life.